# Myopathie auto-immune associée aux statines
La myopathie auto-immune associée aux statines (SAAM), également connue sous le nom de myopathie anti-HMGCR, est une forme très rare de lésion musculaire causée par le système immunitaire chez les personnes qui prennent des statines. Cependant, il existe des cas de SAAM chez des patients qui n'ont pas pris de statines, et cela peut s'expliquer par l'exposition à des sources naturelles de statines telles que la levure de riz rouge, qui est riche en statines. Cette théorie est étayée par la prévalence plus élevée de patients SAAM naïfs de statines dans les cohortes asiatiques, qui ont des régimes riches en statines naturels.
La cause exacte n'est pas claire. Une combinaison de résultats concordants à l'examen physique, la présence d'anticorps anti-HMG-CoA réductase chez une personne atteinte de myopathie, des signes de dégradation musculaire et une biopsie musculaire permettent le diagnostic du SAAM.
Le traitement consiste à arrêter les statines associées et à prendre des médicaments pour supprimer le système immunitaire.
On estime que le SAAM survient chez 2 à 3 personnes sur 100 000 traitées aux statines. Il semble être plus fréquent chez les personnes de plus de 50 ans.

## Signes et symptômes
Faiblesse sévère des muscles proximaux (épaules, bras, cuisses) des deux côtés du corps, taux sanguins très élevés de l'enzyme créatine kinase (CK) libérée par la dégradation des muscles squelettique, symptômes persistants et élévation de la CK malgré l'arrêt des statines incriminées sont les caractéristiques du SAAM,. D'autres formes de lésions musculaires associées aux statines (myopathie) disparaissent généralement après l'arrêt de la statine en cause. Des douleurs articulaires légères et une éruption cutanée peuvent être présentes. Chez les personnes atteintes de SAAM, la durée médiane du traitement par statine était de 38 mois avant l'apparition des symptômes musculaires. Le SAAM peut affecter les personnes après une utilisation à long terme de statines, même si elles n'ont pas eu d'effets secondaires musculaires antérieurs.
Le SAAM a généralement une apparition tardive. Bien que des douleurs musculaires (myalgies) soient observées chez 9 à 20 % des patients traités avec des statines, elles surviennent généralement au cours du premier mois de traitement. SAAM a un début plus tardif, survenant des années après l'utilisation non compliquée de statines. Dans certains cas, même après l'arrêt des statines depuis plusieurs années.

## Pathogénèse
On ne sait pas précisément comment les statines entraînent une myopathie auto-immune associée aux statines. Le trouble est positivement associé à HLA-DR11 et à l'allèle DRB1*11:01. Il existe probablement d'autres facteurs de risque génétiques et environnementaux non identifiés associés au SAAM, étant donné la prévalence de l'allèle DRB1 et la faible incidence d'auto-immunité dans ce groupe. Les statines inhibent l'activité de l'HMG-CoA réductase et, par conséquent, abaissent le taux de cholestérol dans le sang. Cependant, ce faisant, ils augmentent également la production de la protéine HMG-CoA réductase. Le SAAM déclenche hypothétiquement cette augmentation de la production de HMG-CoA réductase et le traitement anormal associé de cette protéine chez les individus génétiquement sensibles. Ce traitement anormal déclenche théoriquement la génération d'anticorps ciblant la protéine HMG-CoA réductase résultant en SAAM. Une autre théorie postule que la configuration de la protéine HMG-CoA réductase peut changer lorsque les statines se lient à elle, ce qui amène la protéine à exposer certains antigènes que le système immunitaire ne tolère pas, ce qui entraîne la production d'anticorps contre elle.

## Diagnostic
Le développement d'une myopathie nécrosante après exposition aux statines est insuffisant pour poser le diagnostic. Les tests doivent d'abord exclure d'autres causes de myosite et de myopathie nécrosante. Une biopsie musculaire compatible avec SAAM démontrera la mort des cellules musculaires avec régénération des fibres musculaires et aussi généralement peu de cellules inflammatoires sont présentes,. Les tests d'immunohistochimie peuvent démontrer des caractéristiques pathologiques supplémentaires du SAAM. Cela inclut la présence du complexe d'attaque membranaire des cellules endothéliales dans les fibres musculaires non nécrotiques et l'expression du CMH de classe I.
Des anticorps dirigés contre l'HMG-CoA réductase sont présents chez 94 % des personnes touchées. Ces anticorps sont connus pour apparaitre également chez les personnes qui ne prennent pas de statines. À l'inverse, ces anticorps sont absents chez les personnes qui prennent des statines mais qui n'ont pas de myopathie. Ainsi, la présence d'anticorps anti-HMG CoA réductase chez une personne qui utilise une statine et qui a une myopathie soutient fortement le diagnostic. Les taux de CK augmentent jusqu'à 10 à 100 fois au-dessus de la normale (2 000 à 20 000 UI/L) dans plus de 90 % des cas,. L'électromyographie (EMG) montre généralement un schéma myopathique particulier. Un gonflement musculaire peut être observé sur l'imagerie IRM.

## Traitement
Le SAAM est traité en arrêtant les statines incriminées et en prenant des médicaments immunosuppresseurs. Dans de rares cas, les symptômes des personnes affectées s'améliorent spontanément après avoir juste arrêté la statine impliquée. Cependant, la plupart des cas exigent l'utilisation de médicaments immunosuppresseurs.
Les corticoïdes sont considérés comme un traitement de première intention. La prednisone dosée à 1 milligramme/kilogramme de poids corporel par jour est généralement recommandée. Une corticothérapie seule peut être raisonnable en cas de faiblesse musculaire légère. Les cas plus graves nécessitent l'utilisation combinée de méthotrexate, d'azathioprine ou de mycophénolate avec des corticostéroïdes. Les cas graves de SAAM peuvent ne pas répondre après 3 mois de thérapie combinée. Le rituximab ou l'immunoglobuline intraveineuse sont recommandés comme traitement d'appoint dans de tels cas. L'immunoglobuline intraveineuse est un traitement de première intention approprié chez certaines personnes. Les candidats appropriés pour l'immunoglobuline intraveineuse de première ligne incluent les personnes atteintes de diabète sucré ou qui souhaitent éviter la corticothérapie.

## Pronostic
Un traitement approprié du SAAM entraîne souvent un rétablissement complet. La récupération peut se produire même avec des niveaux de créatine kinase (CK) constamment élevés. À l'inverse, certaines personnes atteintes de SAAM ne retrouvent pas toute leur force musculaire malgré la normalisation de leur taux de CK. L'analyse longitudinale d'une cohorte de patients a montré que la majorité des patients (85 %) de plus de 60 ans avaient retrouvé leur pleine force en quatre ans, contre moins de la moitié des patients de moins de 52 ans, ce qui indique que l'âge au moment de l'apparition de la maladie peut être un facteur pronostique déterminant. Une fois la force rétablie, les médicaments immunosuppresseurs doivent être réduits. La rechute reste possible pendant la réduction du traitement et certaines personnes nécessitent une immunosuppression à long terme. Une personne affectée est plus susceptible de subir des lésions musculaires permanentes si elle ne reçoit pas de traitement adéquat pendant une longue période. La faiblesse musculaire se produit en raison du remplacement de certains muscles par du tissu adipeux.